# Max-Liebermann-Straße (Leipzig)

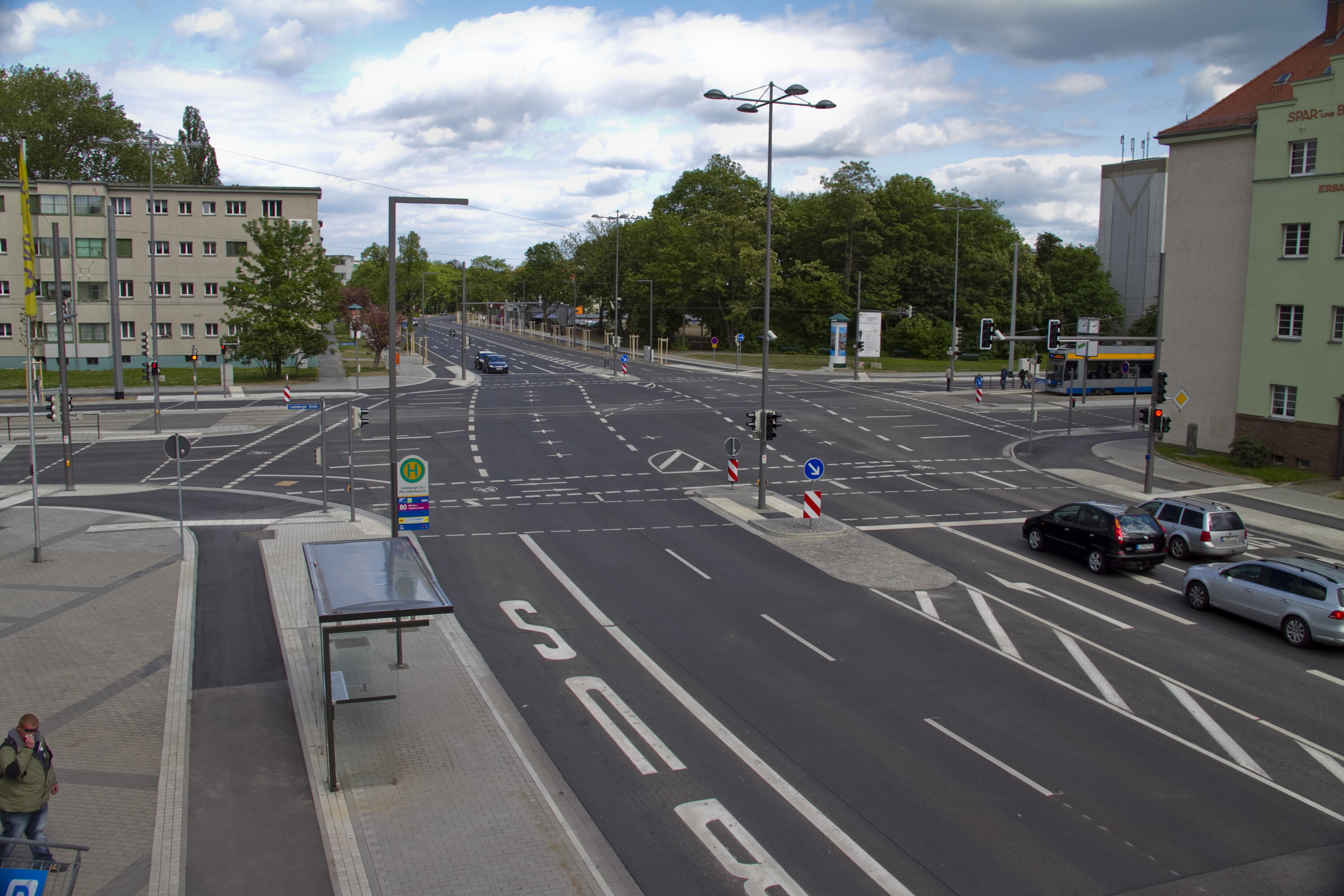
Max-Liebermann-Straße

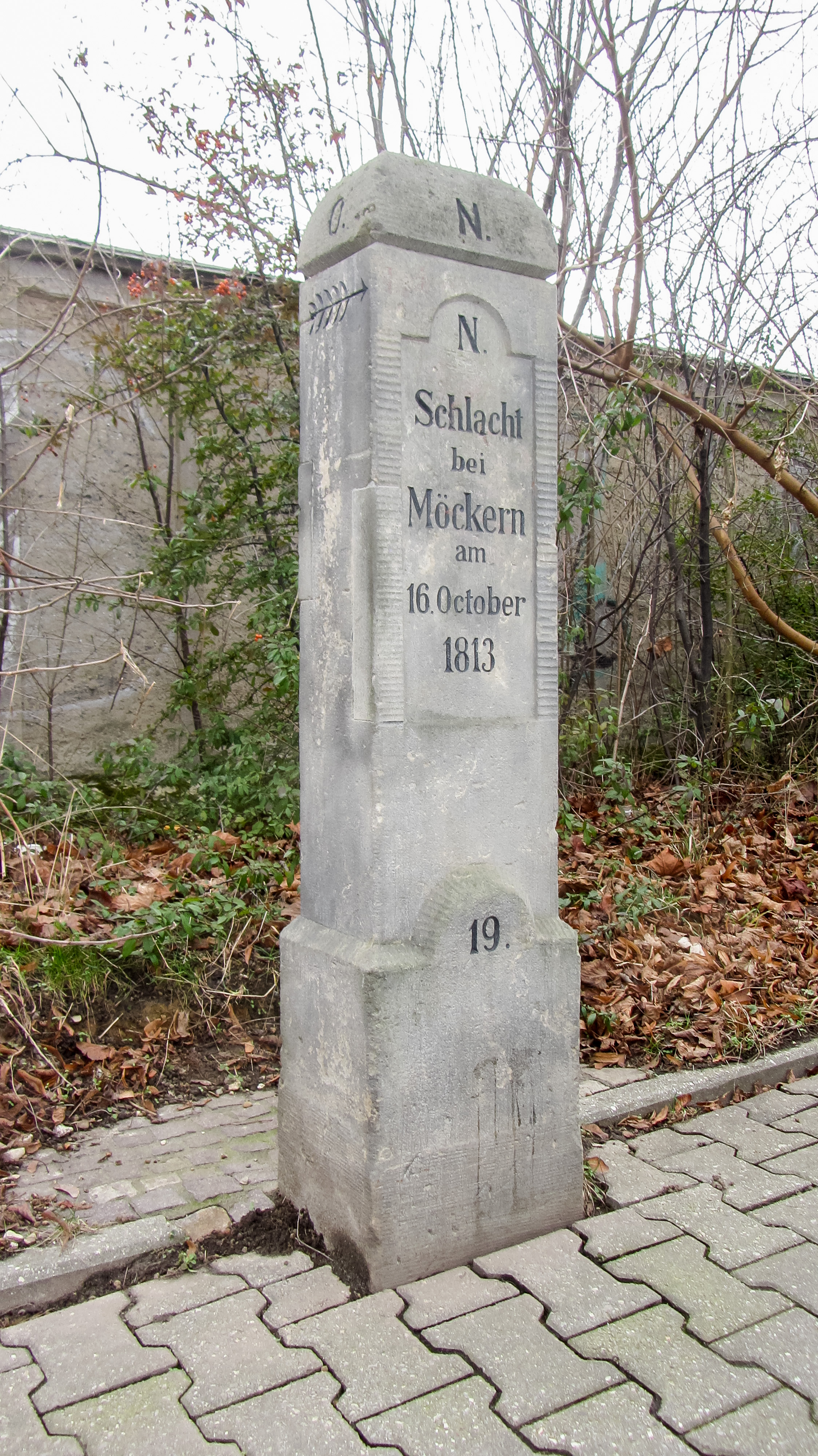
Apelstein Nr. 19 in der Max-Liebermann-Straße

Die nach dem Maler der Weimarer Malerschule, dem Impressionisten Max Liebermann benannte Max-Liebermann-Straße in Leipzig ist eine Verbindungsstraße, die durch die Stadtteile Gohlis-Nord, Eutritzsch und Möckern verläuft. Es verläuft durch sie die Bundesstraße 6. Sie ist ca. 5 Kilometer vom Stadtzentrum entfernt.
Unweit hiervon liegt die denkmalgeschützte Krochsiedlung, benannt nach dem Bankier Hans Kroch, die vom Bauhaus inspiriert wurde. Sie hieß früher Danziger Straße. Die Umbenennung in Max-Liebermann-Straße erfolgte 1950. In der verlängerten Max-Liebermann-Straße 19e in Möckern gibt es eine nach dem Maler benannte Max-Liebermann-Apotheke. Sie geht bis zum Friedhof Möckern, der der zweitkleinste städtische Friedhof in Leipzig ist. In  der Max-Liebermann-Straße befindet sich ein Stadion, das Stadion des Friedens heißt. Es ist eines der größten Stadiongelände der Messestadt. An Behörden hat in der Max-Liebermann-Straße 63 die Bundesnetzagentur eine Dienststelle.
Eine große Anzahl von Gebäuden der Max-Liebermann-Straße, insbesondere der Krochsiedlung, steht auf der Liste der Kulturdenkmale in Gohlis-Nord und der Liste der Kulturdenkmale in Möckern (Leipzig), H–Z. In der Max-Liebermann-Straße befindet sich der Apelstein Nr. 19, der an die Schlacht bei Möckern am 16. Oktober 1813 erinnert. Dieser Apelstein befindet sich gegenüber dem Stadion.